# (330836) Orios
Pour les articles homonymes, voir Orios.
Ne doit pas être confondu avec l'astéroïde de la ceinture principale (1924) Horus ou l'astéroïde troyen de Jupiter (21900) Oros.
(330836) Orios, désignation internationale (330836) Orius et provisoire 2009 HW77, est un centaure.

## Description
Il fut découvert le 25 avril 2009 par Kazimieras Černis et Ilgmārs Eglītis et nommé en janvier 2013. Son périhélie est de 12,5 UA et son aphélie de 30,4 UA. Il existe un cliché de pré-découverte daté de 2002.
Il fut nommé d'après le centaure Orios, qui fut tué par Héraclès pour avoir volé le vin de Pholos.